# Guiço
Guiço (Guico, Cuico) ist ein osttimoresischer Suco im Verwaltungsamt Loes (Gemeinde Liquiçá). Bis zum 1. Januar 2024 gehörte der Suco zum Verwaltungsamt Maubara.

## Geographie

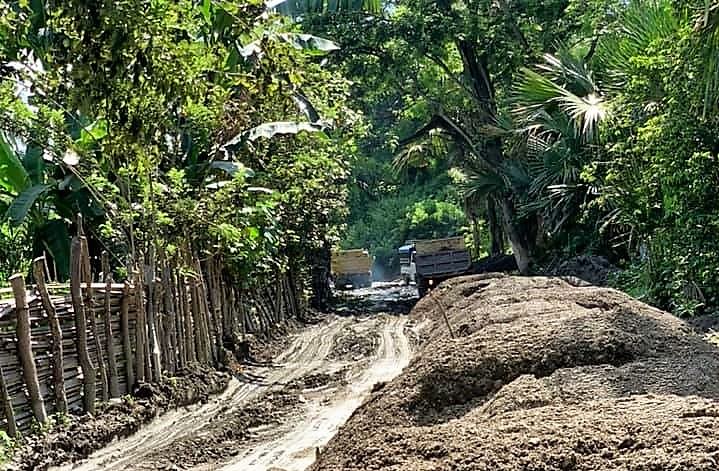
In Guiço

Guiço liegt im Westen der Gemeinde Liquiçá und bildet den Mittelteil des Verwaltungsamts Loes. Östlich befindet sich der Suco Lissadila. Im Norden grenzt Guiço an den Suco Maubaralissa und im Westen an den Suco Gugleur, die zum Verwaltungsamt Maubara gehören. Im Süden grenzt Guiço an das zur Gemeinde Bobonaro gehörende Verwaltungsamt Atabae mit den Sucos Rairobo und Atabae und im Südosten an das zur Gemeinde Ermera gehörende Verwaltungsamt Hatulia mit seinem Suco Aculau. Der Lóis, einer der größten Flüsse Timors, bildet den Großteil der Südgrenze von Guiço. Ein kleines Gebiet im Südosten wird vom restlichen Suco abgetrennt durch einen fast trockenen Seitenarm des Gleno, einem Nebenfluss des Lóis. Ein Zufluss des Gleno ist an der Ostgrenze der Dikasbata. Weiter nördlich fließt in den Dikasbata der Surine, der hier die Grenze zu Lissadila markiert. Namentlich bekannte Erhebungen im Suco sind im Südwesten der Foho Daalaba (147 m, Lage), der Foho Ebole (184 m, Lage) und der Foho Vatukerbau (134 m, Lage).
Guiço hat eine Fläche von 34,26 km² und teilt sich in die fünf Aldeias Caicassavou (Kaikasa Vou), Irlelo, Mau-Uno (Mauuno), Pandevou und Vatu-Vei (Vatuvei).
Der Sitz des Sucos befindet sich im Dorf Irlelo im Südwesten von Guiço. Hier stehen außerdem ein Hospital und eine Grundschule. Durch den Ort und dem Süden von Guiço führt eine Überlandstraße, an der im Südosten die Dörfer Raimeda und Caicassavou liegen. Südlich der Überlandstraße befindet sich die Ortschaft Goulete. Im Zentrum des Sucos liegen die Dörfer Pandevou, Ermeta und Vatu-Vei.

## Einwohner

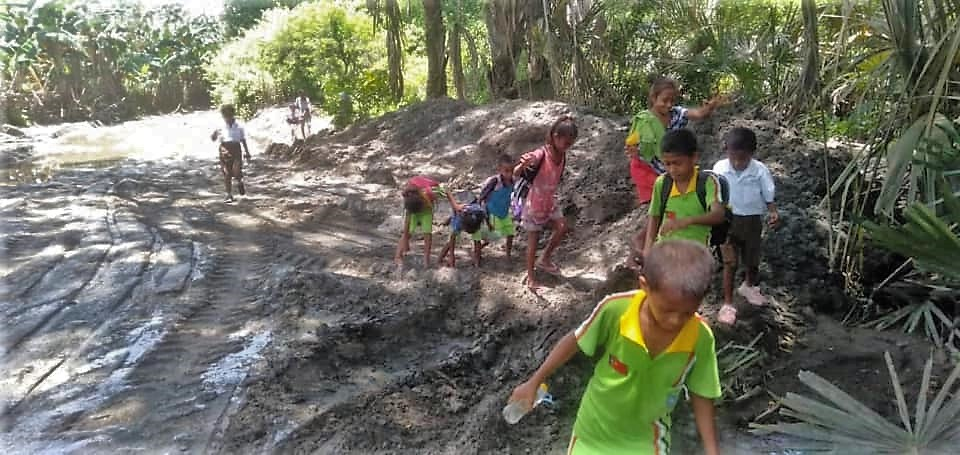
Auf dem Schulweg in Guiço

Im Suco lebten 2.104 Einwohner (2022), davon sind 1.063 Männer und 1.041 Frauen. Im Suco gibt es 358 Haushalte. Über 96 % der Einwohner geben Tokodede als ihre Muttersprache an. Über 3 % sprechen Tetum Prasa und eine kleine Minderheit Mambai.

## Geschichte

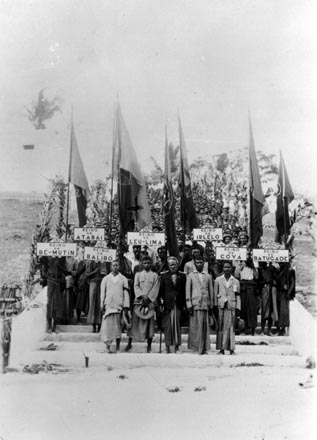
Vertreter des Reiches von Irlelo, zusammen mit anderen Delegationen (um 1940)

Indonesien marschierte 1975 in Osttimor ein und hielt es bis 1999 besetzt. Ende 1979 gab es in Irlelo ein sogenanntes Transit Camp, in dem die Besatzer osttimoresische Zivilisten internierten.
1999 versuchten pro-indonesische Milizen (Wanra) die Stimmung vor dem Unabhängigkeitsreferendum am 30. August mit Gewalt zu beeinflussen. Die Besi Merah Putih (BMP) zwangsrekrutierte vor allem in dem damaligen Subdistrikt Maubara und hatte hier auch ihr Hauptquartier. Am 15. und 23. Februar wurde Guiço von der BMP überfallen. Flüchtlinge berichteten, dass in dem Suco alle 400 Familien ihre Häuser und die Ernte verloren hätten. Bis zu 2500 Einwohner Guiços flohen nach Sare (Gemeinde Ermera), wo auch Flüchtlinge aus anderen Sucos eintrafen. Sie blieben dort bis zum Eintreffen der INTERFET im September 1999.

## Politik
Bei den Wahlen von 2004/2005 wurde Liberato de Araújo Nunes zum Chefe de Suco gewählt und 2009 und 2016 in seinem Amt bestätigt. 2023 gewann Guinaldo Brites.
2023 wurden als Chefe de Aldeias gewählt: Nicolau dos Reis Gama (Caicassavou), Abilio da Costa Gama (Irlelo), Abel Maia (Mau-Uno), Damião do Santos (Pandevou) und Domingos do Santos (Vatu-Vei).